# Анета Норт
Анета Норт (енгл. Annetta North) град је у америчкој савезној држави Тексас. По попису становништва из 2010. у њему је живело 518 становника.

## Демографија
Према попису становништва из 2010. у граду је живело 518 становника, што је 51 (10,9%) становника више него 2000. године.
| Група             | 2000.       | 2010.       |
| Белци             | 454 (97,2%) | 482 (93,1%) |
| Афроамериканци    | 0 (0,0%)    | 0 (0,0%)    |
| Азијати           | 0 (0,0%)    | 4 (0,8%)    |
| Хиспаноамериканци | 9 (1,9%)    | 32 (6,2%)   |
| Укупно            | 467         | 518         |